# Melius re perpensa
Melius re perpensa o re melius perpensa, è una locuzione latina che significa "meglio valutata la situazione" ovvero "dopo aver riflettuto con più attenzione sulla questione". L'espressione è utilizzata per sottolineare un mutamento di opinione - frutto di una più adeguata riflessione - rispetto a un giudizio precedentemente espresso, vedi TAR del Lazio e, in seguito, Cassazione Civile.
A volte si trova la forma res melius perpensa ovvero melius res perpensa, ma si tratta di un evidente errore: infatti, il sostantivo res, declinato all'ablativo, diviene re.